# Bahnhof Katzwang
Der Bahnhof Katzwang ist ein S-Bahn-Haltepunkt in Nürnberg an der Bahnstrecke Nürnberg–Roth und befindet sich außerhalb westlich des Ortskerns von Katzwang an der Wolkersdorfer Straße. Er verfügt über ein Bahnsteiggleis mit einem 145 m langen und 96 cm hohen Seitenbahnsteig. Zur Infrastruktur gehören ferner ein P+R-Parkplatz mit 30 sowie ein Fahrradunterstand mit 36 Stellplätzen. Der Haltepunkt wird von der S-Bahn-Linie S2 (Roth – Nürnberg – Hartmannshof) bedient und ist mit der Stadtbuslinie 83 verknüpft.

## Geschichte

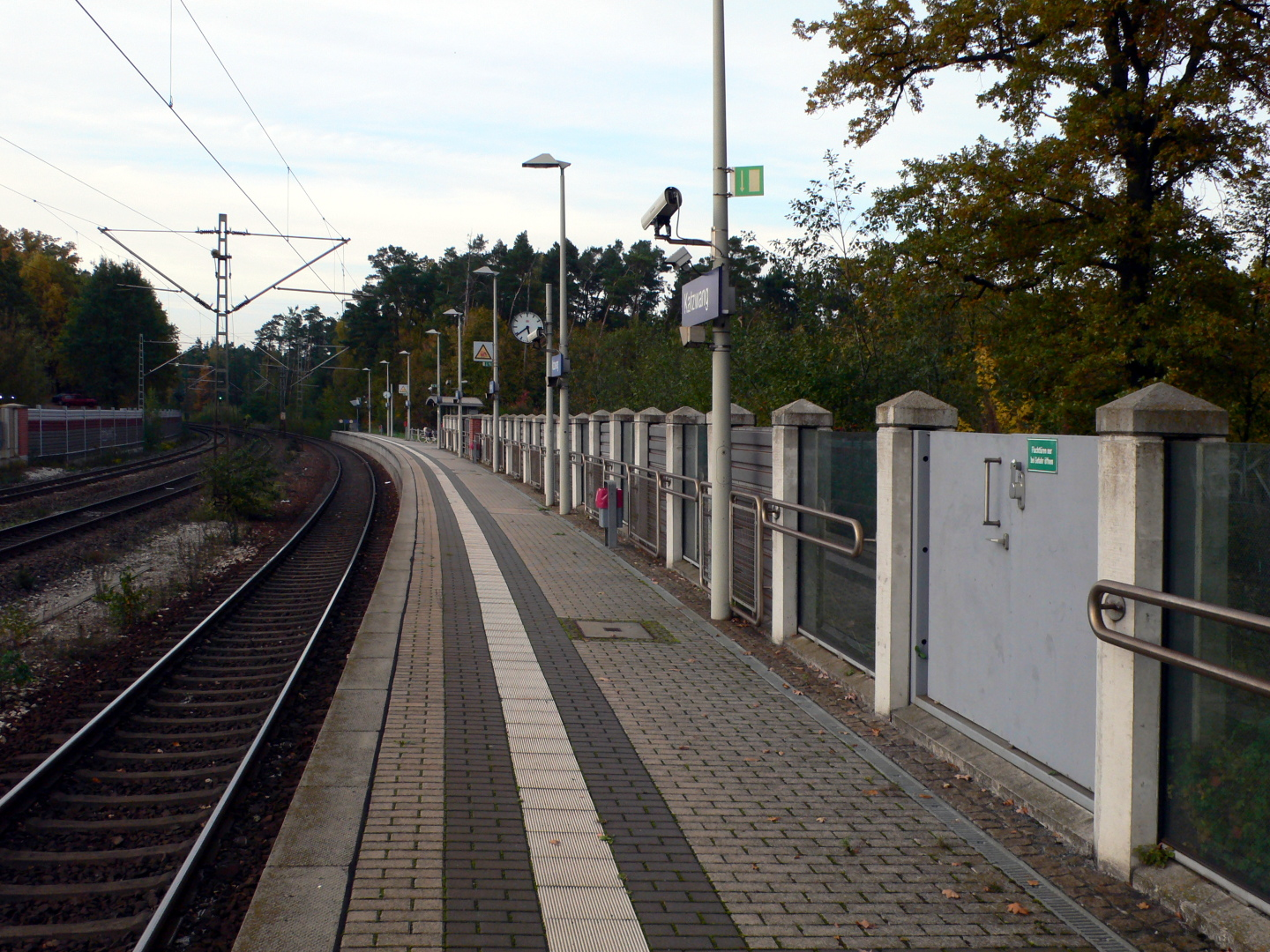
Bahnsteig 1

Der Haltepunkt wurde durch die K.Bay.Sts.B eröffnet und lag ursprünglich an der Bahnstrecke Treuchtlingen–Nürnberg. Für die dritte S-Bahn-Linie, deren Bauarbeiten 1994 begannen, wurde der Haltepunkt an das separat errichtete S-Bahn-Gleis verlegt und mit Aufnahme des S-Bahn-Betriebs am 9. Juni 2001 dem Verkehr übergeben.
Das Bahnsteiggleis soll 2025 angehoben werden, um Bahnsteighöhe von 76 cm zu erreichen.

## Verbindungsübersicht
| Linie | Strecke | Frequenz |
| ----- | --- | --- |
| S2    | Roth – Büchenbach – Rednitzhembach – Schwabach – Schwabach-Limbach – Katzwang – Reichelsdorfer Keller – Nürnberg-Reichelsdorf – Nürnberg-Eibach – Nürnberg-Sandreuth – Nürnberg-Steinbühl – Nürnberg Hbf – Nürnberg-Dürrenhof – Nürnberg Ostring – Nürnberg-Mögeldorf – Nürnberg-Rehhof – Nürnberg-Laufamholz – Schwaig – Röthenbach (Pegnitz) – Röthenbach-Steinberg – Röthenbach-Seespitze – Lauf West – Lauf (links Pegnitz) – Ottensoos – Henfenfeld – Hersbruck (links Pegnitz) – Happurg – Pommelsbrunn – Hartmannshof Stand: Fahrplanwechsel Dezember 2023 | 20/40 min (Roth–Schwabach) 20 min (Schwabach–Lauf) 20/40 min (Lauf–Hersbruck) 60 min (Hersbruck–Hartmannshof) |